# Theodore Jung

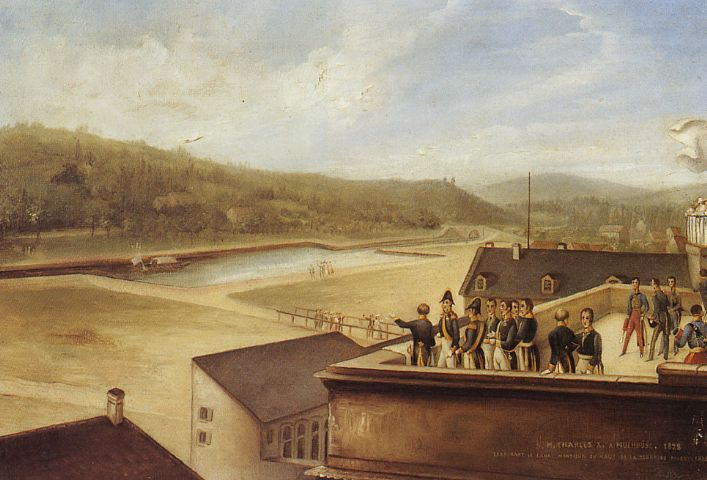
Obraz Junga "Sa majesté Charles X à Mulhouse en 1828 examinant le Canal Monsieur"

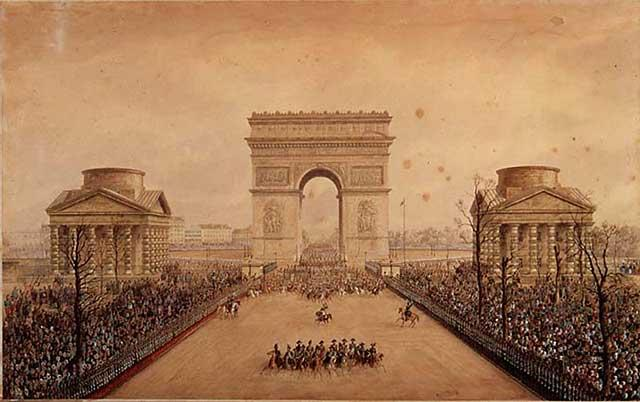
Wjazd Napoleona

Theodore Jung (ur. 20 września 1803 w Strasburgu, zm. 13 stycznia 1865 w Paryżu) – francuski malarz niemieckiego pochodzenia.
Od końca lat czterdziestych XIX wieku poświęcił się głównie malarstwu batalistycznemu, scenom naturalistycznym oraz apologetyce Napoleona (słynne sceny paryskiego wjazdu i wyjazdu cesarza przez Łuk Triumfalny). Spośród jego uczniów do najwybitniejszych należy paryski malarz Gaspard Gobaut (1814 –1882), który podobnie jak Jung został cenionym batalistą. Stworzył kilkaset grafik i akwarel. W 1860 został odznaczony Legią Honorową.

## Ważniejsze działa w la Réunion des Musées Nationaux
- Bataille de Vauchamp, 14 février 1814, à midi.
- Combat de Lesmont, 2 février 1814, à 4 heures du soir.
- Bataille de Craonne, 7 février 1814, à 10 heures du matin.
- La bataille de Toulouse, 10 avril 1814 à 4 ou 5 heures de l'après-midi.
- Bataille de Valmy de 3 à 4 heures du soir, le 20 septembre 1792.
- Bataille de Valmy à 11 heures du matin, le 20 septembre 1792.
- Distribution des Aigles par le prince Louis-Napoléon, le 10 mai 1852.
- Entrée de Napoléon III à Paris ou "Napoléon III passant ses troupes en revue".